# Bördel
Bördel è una frazione (Ortsteil) della città di Dransfeld, nel land della Bassa Sassonia, in Germania.

## Storia
Già comune autonomo nel circondario di Münden, fu soppresso e incorporato a Dransfeld il 15 luglio 1968.